# Résolution 227 du Conseil de sécurité des Nations unies
Membres permanents
- Chine (Taïwan)
- États-Unis
- France
- Royaume-Uni
- URSS

Membres non permanents
- Argentine
- Bulgarie
- Jordanie
- Japon
- Mali
- Pays-Bas
- Nigeria
- Nouvelle-Zélande
- Ouganda
- Uruguay

Résolution no 226 Résolution no 228
La Résolution 227  est une résolution du Conseil de sécurité des Nations unies adoptée le 28 octobre 1966, dans sa 1311e séance, dans une réunion à huis clos, a recommandé à l'Assemblée générale que, en attendant l'examen par le Conseil de proroger la nomination de U Thant en tant que Secrétaire général de l'Organisation des Nations unies jusqu'à la fin de la 21e session ordinaire de l'Assemblée générale.

## Vote
La résolution a été approuvée sans vote.

## Texte
- Résolution 227 Sur fr.wikisource.org
- Résolution 227 Sur en.wikisource.org